# Kim Masland
 (janvier 2025).
Kimberly Dawn Masland est une femme politique canadienne.
Aux élections générales néo-écossaises de 2017, elle est élue à l'Assemblée législative de la Nouvelle-Écosse dans la circonscription de Queens-Shelburne et devient whip adjointe du Parti progressiste-conservateur de la Nouvelle-Écosse.
Aux élections de 2021, elle est réélue dans la circonscription de Queens.

## Biographie
Kim Masland a été employée de banque et adjointe de circonscription.